# Julian Pauncefote
Julian Pauncefote (13 septembre 1828 - 24 mai 1902) est un avocat, juge et diplomate britannique. Il est sous-secrétaire d'État permanent aux Affaires étrangères entre 1882 et 1889, date à laquelle il est nommé envoyé extraordinaire et ministre plénipotentiaire aux États-Unis, un poste qui est élevé à celui d'ambassadeur aux États-Unis en 1893. Élevé à la pairie en tant que baron Pauncefote en 1899, il meurt en fonction en 1902.

## Origines
Issu de la lignée masculine de l'éminente famille de banquiers Smith, qui fonde la Smith's Bank à Nottingham en 1658, il est né à Munich, en Bavière, fils de Robert "Pauncefote" (né "Robert Smith") et de son épouse Emma Smith, une fille du peintre John Raphael Smith (aucune relation apparente avec les banquiers de Smith). Son père (qui en 1809 prend le nom de «Pauncefote» au lieu de son patronyme) est le petit-fils de John Smith (né en 1716), le frère cadet de Sir George Smith, 1er baronnet (1714–1769) de Stoke Hall, East Stoke dans le Nottinghamshire (dont la première épouse Mary Howe est une cohéritière de la famille Pauncefote de Preston, près de Dymock, dans le Gloucestershire), et le frère aîné d'Abel Smith II (1717–1788), ancêtre des barons Carrington et les barons Bicester .

## Carrière juridique

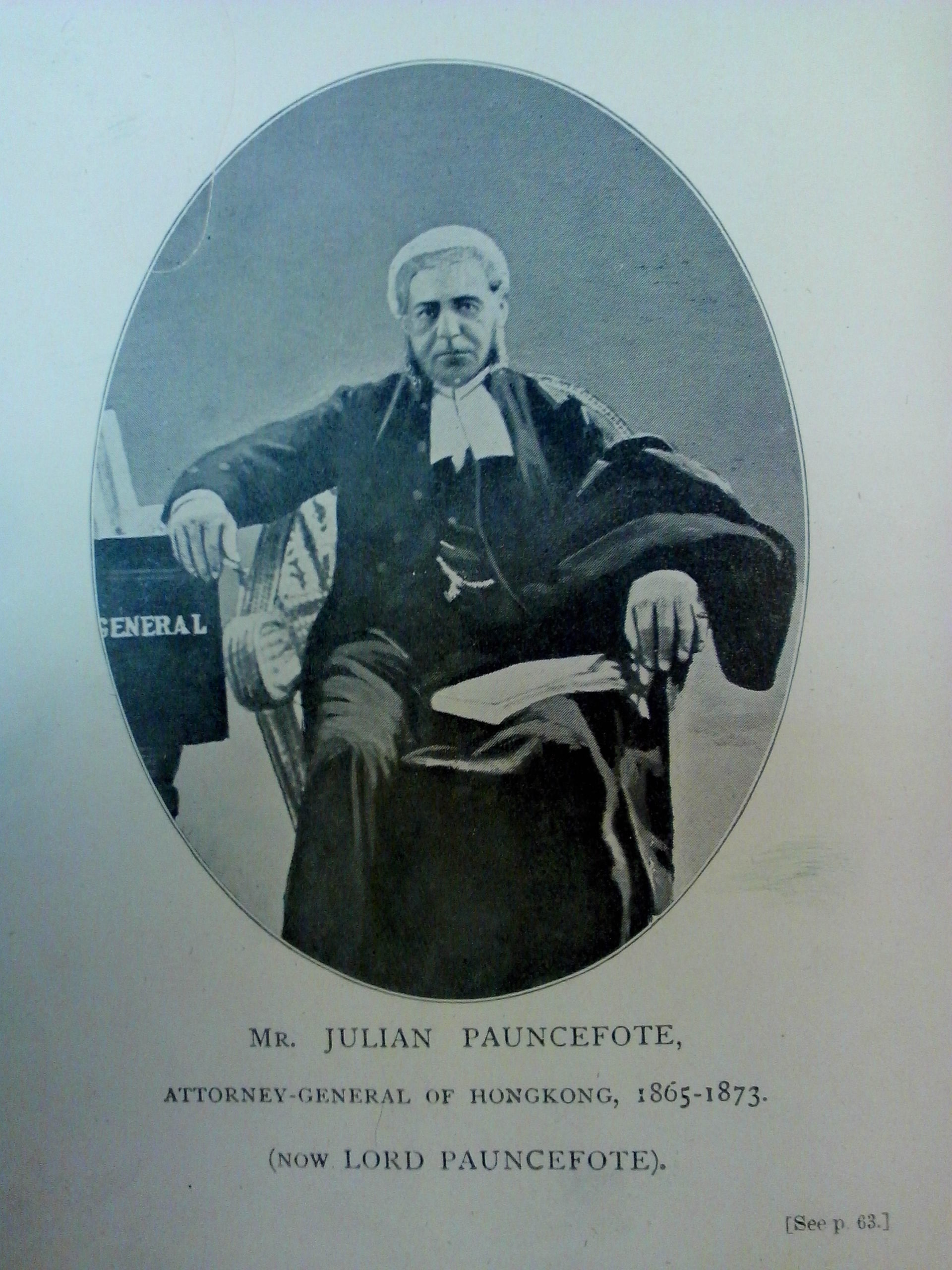
Julian Pauncefote comme procureur général de Hong Kong

Il fait ses études à Paris, à Genève et au Marlborough College. Dans l'intention de rejoindre l'armée indienne britannique, il obtient une commission dans la cavalerie légère de Madras, mais ne prend jamais ses fonctions, et est appelé au barreau en 1852, après quoi il exerce comme avocat de transfert de propriété. En juillet 1855, Pauncefote devient brièvement secrétaire privé de Sir William Molesworth, secrétaire d'État aux Colonies à l'époque, jusqu'à la mort de Molesworth en octobre de la même année.
En 1862, confronté à des pertes financières importantes, Pauncefote décide d'aller exercer comme avocat à Hong Kong. En 1865, il est nommé procureur général par intérim et en 1866, il devient procureur général de Hong Kong . D'office, il assure l'intérim du Juge en chef et de juge puîné à plusieurs reprises .
A Hong Kong, Pauncefote est impliqué dans une affaire majeure impliquant le droit des coolies asservis à se libérer. Il finit par être poursuivi pour faux emprisonnement devant la Cour suprême de Hong Kong. En 1871, Kwok A Sing, un coolie à bord d'un navire français le Nouvelle Penelope qui a navigué de Macao, tue le capitaine et prend le contrôle du navire. Kwok est arrêté à Hong Kong pour être extradé vers la Chine. Kwok présente une demande d'habeas corpus pour demander sa libération. Le juge en chef John Jackson Smale ordonne sa libération au motif que Kwok est en droit de prendre toutes les mesures nécessaires pour garantir sa liberté. Pauncefote, en tant que procureur général de Hong Kong, fait alors arrêter Kwok de nouveau pour être jugé pour piraterie. Smale ordonne de nouveau la libération de Kwok au motif que la deuxième arrestation a enfreint la première ordonnance d'habeas corpus. Kwok poursuit alors Pauncefote en dommages-intérêts pour faux emprisonnement en vertu de la loi Habeas Corpus. Kwok a presque gagné avec le jury britannique se prononçant à 4–3 en faveur de Kwok. Mais puisqu'une majorité de cinq était nécessaire pour se prononcer en faveur de Kwok, le verdict est traité comme une décision pour Pauncefote . En 1874, Pauncefote est nommé juge en chef des îles sous le vent et est fait chevalier.

## Carrière diplomatique
En 1876, Pauncefote retourne à Londres en tant que sous-secrétaire d'État permanent adjoint pour les colonies. Il est rapidement transféré au ministère des Affaires étrangères où il reprend le même poste en 1876 . Ayant été fait Chevalier Commandeur de l'Ordre de Saint-Michel et Saint-Georges (KCMG) en 1879 et Compagnon de l'Ordre du Bain (CB) l'année suivante, Pauncefote est promu sous-secrétaire d'État permanent aux Affaires étrangères en 1882. Il est nommé premier délégué britannique à la Conférence du canal de Suez à Paris en 1885, et est récompensé pour ses services à cet égard par une nomination comme Chevalier Grand-Croix de l'Ordre de Saint-Michel et Saint-Georges (GCMG). En 1888, il devient Chevalier Commandeur de l'Ordre du Bain (KCB), et l'année suivante est envoyé aux États-Unis comme Envoyé Extraordinaire et Ministre Plénipotentiaire. Il est élevé en 1893 au rang d'ambassadeur, et cela fait de lui le doyen du corps diplomatique parce que l'ambassadeur est supérieur à tous les autres envoyés d'autres pays. Lui et le secrétaire d'État américain Richard Olney négocient en janvier 1897 un traité d'arbitrage, mais le Sénat américain, jaloux de ses prérogatives. refuse de le ratifier .
Il est le représentant de la Grande-Bretagne aux négociations et signataire de la Convention tripartite de 1899 qui partitionne les îles samoanes. En 1901, il négocie le traité Hay-Pauncefote (avec le secrétaire d'État américain John Hay), annulant le traité Clayton-Bulwer de 1850, donnant aux États-Unis le droit de créer et de contrôler un canal à travers l'Amérique centrale.
Devenu finalement Chevalier Grand-Croix de l'Ordre du Bain (GCB) en 1892, Pauncefote devient l'année suivante le premier ambassadeur britannique aux États-Unis. Il est admis au Conseil privé en 1894 et élevé à la pairie comme baron Pauncefote, de Preston, Dymock dans le comté de Gloucester, en 1899. Preston Hall, près de Dymock, dans le Gloucestershire, est un ancien siège de la famille Pauncefote .

## Mariage et descendance

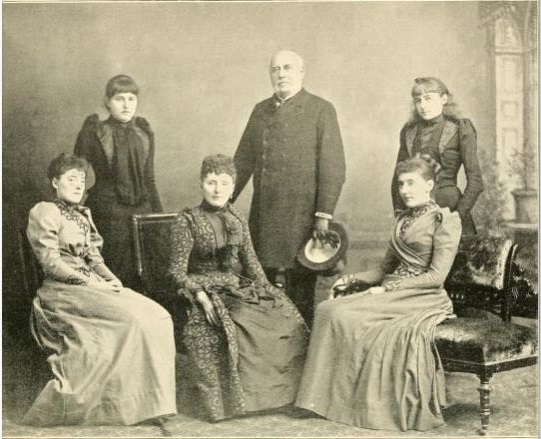
Julian Pauncefote, 1er baron Pauncefote, avec sa femme Selina Cubitt et ses filles

En 1859, il épouse Selina Cubitt, fille de William Cubitt, avec qui il a un fils, décédé en bas âge, et quatre filles, dont:
- L'hon. Lilian Pauncefote (1875–1963), fille cadette, qui, le 24 février 1900, épouse son lointain parent Sir Robert Bromley, 6e baronnet (1874–1906) de Stoke Hall, East Stoke dans le Nottinghamshire (descendant dans la lignée masculine de Sir George Smith, 1er baronnet (1714–1769)), attaché honoraire à l'ambassade britannique à Washington. Le mariage, à l'église épiscopale St John à Washington DC, est célébré par l'évêque de Washington, en présence de membres du cabinet, de diplomates et d'autres invités de marque .

Lord Pauncefote est décédé en fonction à l'ambassade britannique à Washington, DC en mai 1902, à l'âge de 73 ans. Ses funérailles officielles ont lieu à l'église épiscopale St. John's à Washington, où sa fille s'était mariée. Ses restes sont transférés au Royaume-Uni dans l' USS Brooklyn, et sont enterrés dans le cimetière à East Stoke dans le Nottinghamshire le 15 juillet 1902. La pairie s'est éteinte à sa mort car il n'a laissé aucun héritier mâle survivant .